# Lobelia hypoleuca
Lobelia hypoleuca är en klockväxtart som beskrevs av Wilhelm B. Hillebrand.
Lobelia hypoleuca ingår i släktet lobelior och familjen klockväxter. Artens utbredningsområde är Hawaii. Inga underarter finns listade i Catalogue of Life.

## Bildgalleri

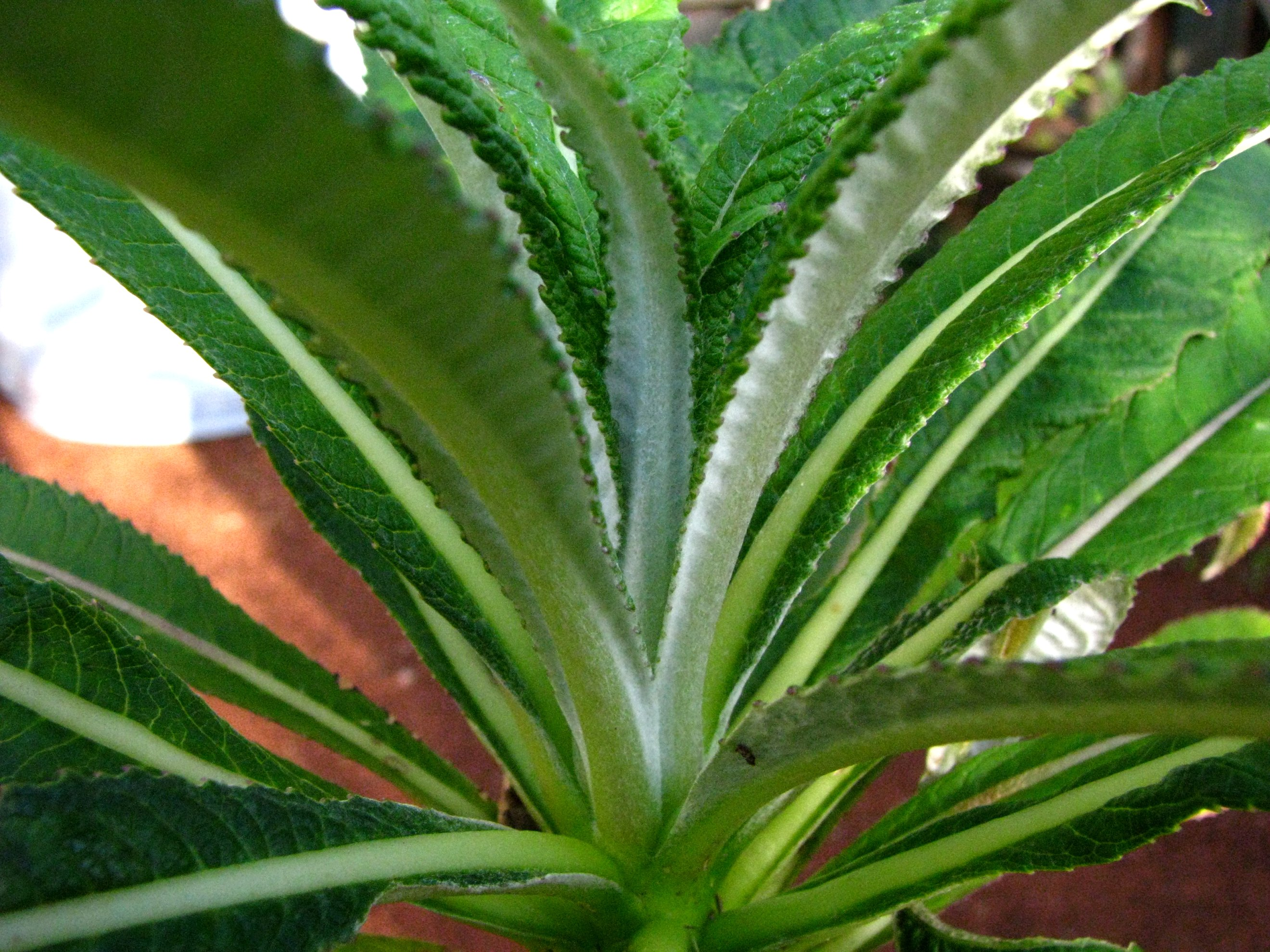
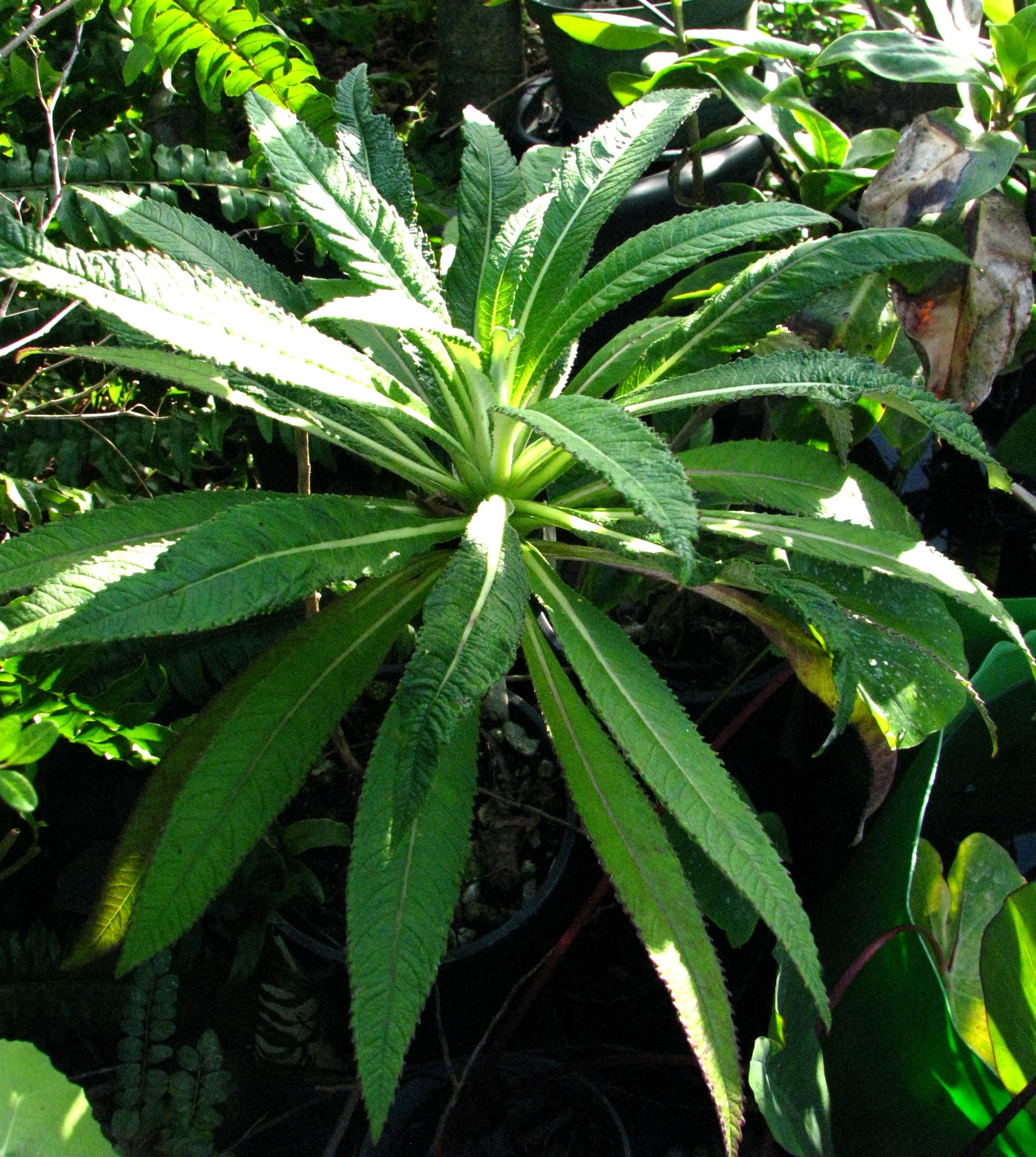
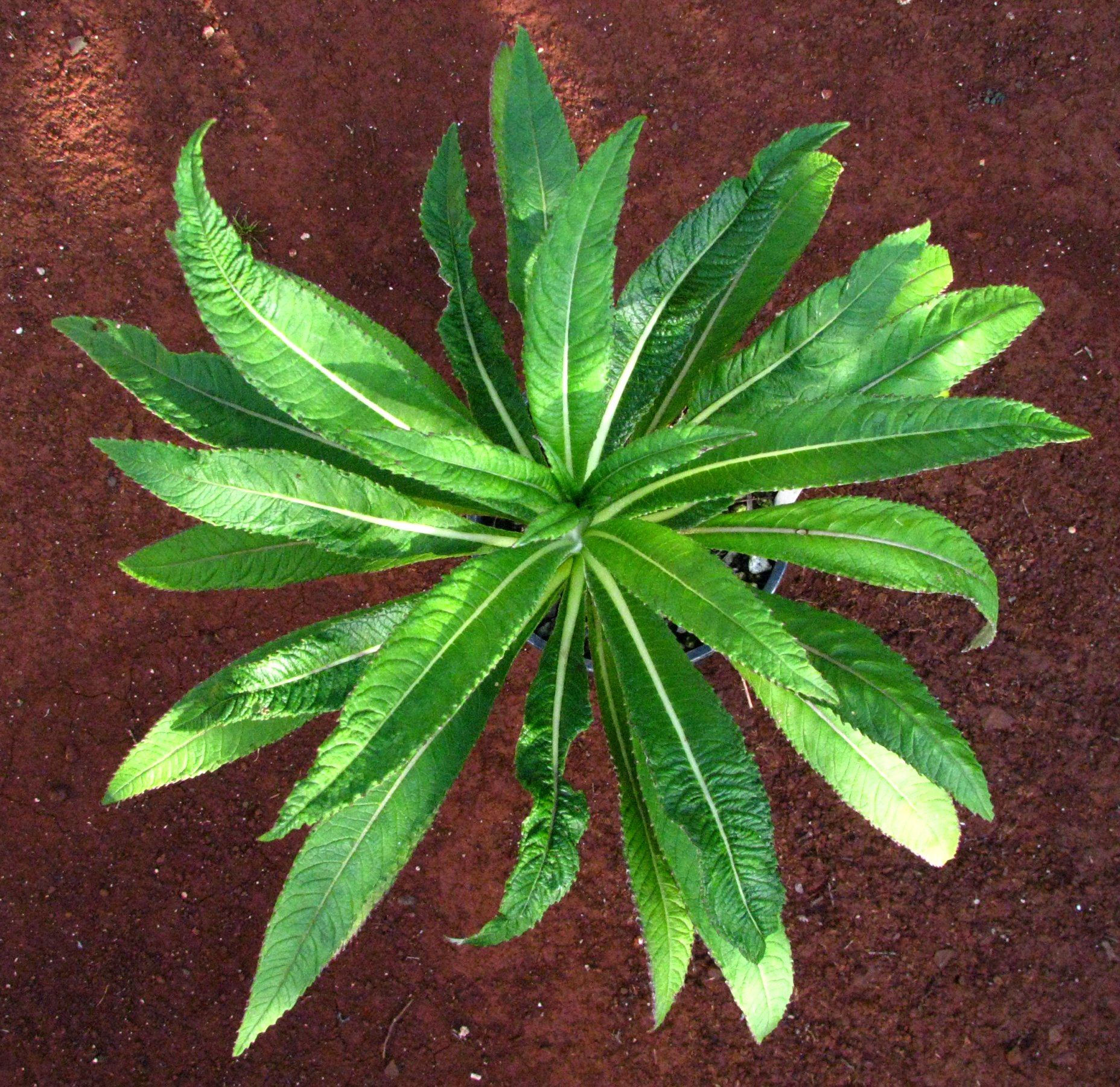
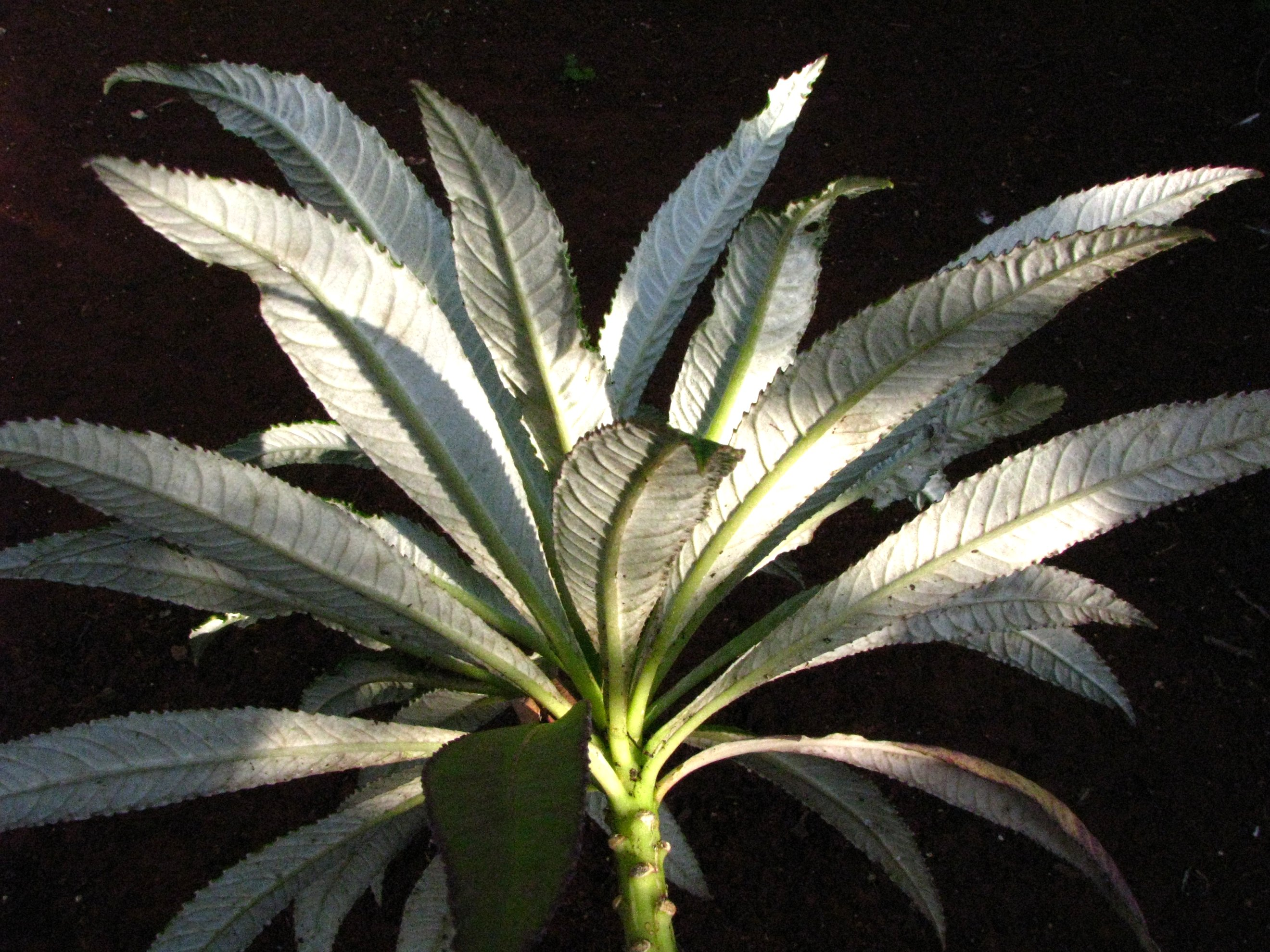
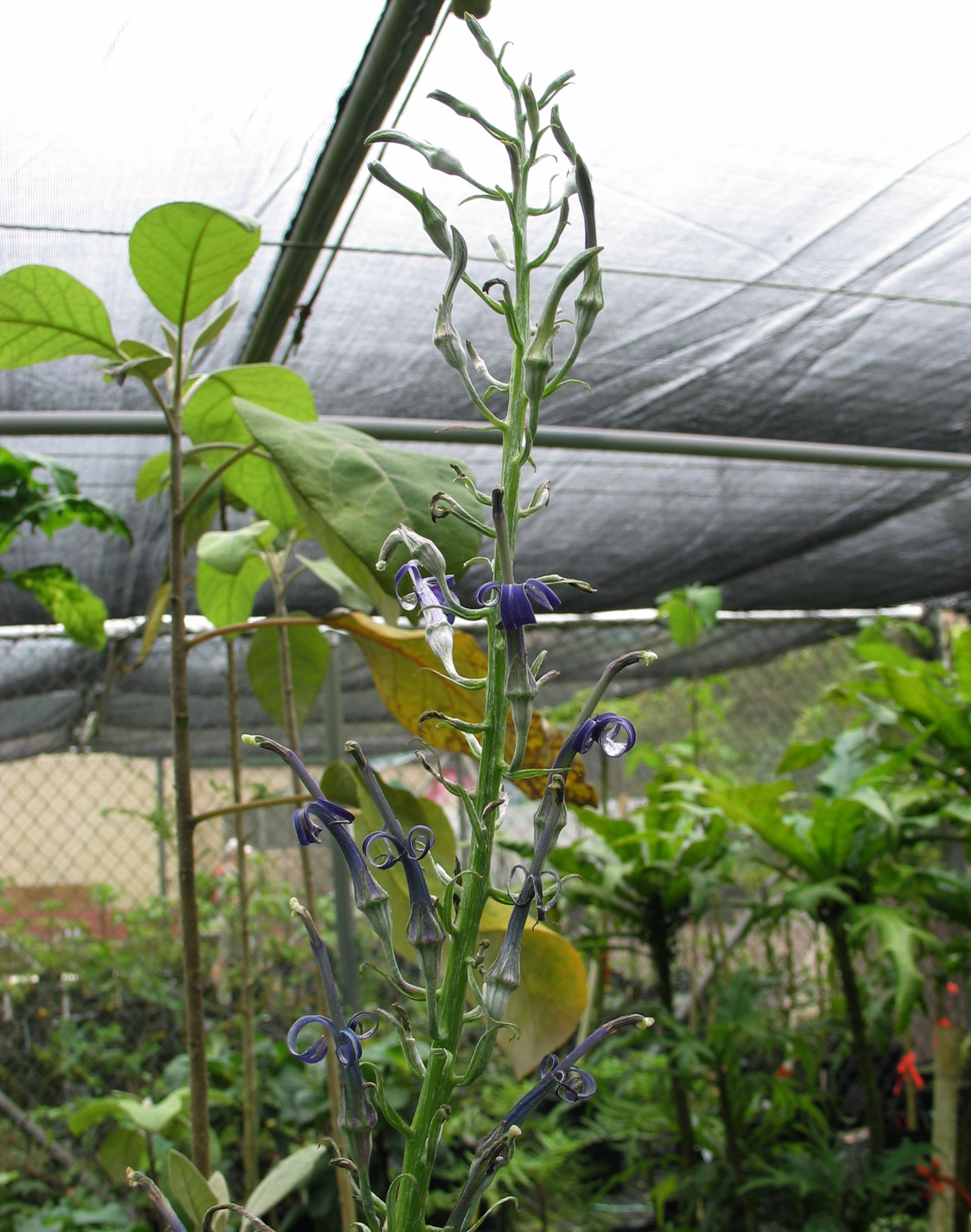